# زاتش ستينبيرجير
زاتش ستينبيرجير (بالإنجليزية: Zach Steinberger)‏ (10 مايو 1992 بلونغ بيتش في الولايات المتحدة - ) هو لاعب كرة قدم أمريكي في مركز الوسط. لعب مع هيوستن دينامو وRio Grande Valley FC Toros ‏ وFlint City Bucks ‏ وإندي إليفن.

## روابط خارجية
- زاتش ستينبيرجير على موقع الدوري الأمريكي (الإنجليزية)
- زاتش ستينبيرجير على موقع قاعدة بيانات كرة القدم.إي يو (الإنجليزية)
- زاتش ستينبيرجير على موقع AS.com (الإسبانية)